# La Puebla
La Puebla (catalansk: sa Pobla) er en by og kommune i det østlige Spanien på øen Mallorca i provinsen De Baleariske Øer. Den har et indbyggertal på 14.630 (2024) indbyggere.